# Geonoma oldemanii
Geonoma oldemanii är en enhjärtbladig växtart som beskrevs av Granv. Geonoma oldemanii ingår i släktet Geonoma och familjen Arecaceae. Inga underarter finns listade i Catalogue of Life.